# Farlig gäst
Farlig gäst (originaltitel: Moss Rose) är en amerikansk film från 1947. Peggy Cummins misstänker att hennes aristokratiske uppvaktare egentligen är en mördare. 1800-talsthriller som utspelar sig i Londonmiljö. Filmen regisserades av Gregory Ratoff och fotograferades av Joe MacDonald.

## Roller (urval)
- Peggy Cummins - Belle Adair, berättare
- Victor Mature - Michael Drego
- Ethel Barrymore - Lady Sterling
- Vincent Price - Kommissarie Clinner
- Margo Woode - Daisy Arrow
- George Zucco - Craxton
- Patricia Medina - Audrey Ashton
- Rhys Williams - Evans